# Corneliu Micloși
Corneliu Miklosi (n. 5 martie 1887, Covăsânț, Arad – d. 10 august 1963, Timișoara) a fost un inginer român, membru titular al Academiei Române din anul 1955.
Cariera didactică și-a desfășurat-o între anii 1939 - 1963 la Universitatea Politehnica Timișoara, În 1939 ca șef de lucrări, în 1940 ca profesor suplinitor, iar din 1942 ca profesor titular. În 1949 a fost decan al Facultății de Electrotehnică, iar între anii 1953 - 1961 șef al Catedrei de Utilajul și Tehnologia Sudării din Facultatea de Mecanică.

## Distincții
- Ordinul Muncii clasa a III-a (14 septembrie 1953)[5]
- Ordinul Muncii clasa I (31 decembrie 1956) „cu prilejul împlinirii a 90 de ani de la înființarea Societății Academice Romîne, pentru merite deosebite in muncă”[6]
- Ordinul Muncii clasa I (31 mai 1957) „pentru merite deosebite în muncă, cu ocazia celui de al II-lea Congres al Asociației Științifice a Inginerilor și Tehnicienilor din Republica Populară Romînă”[7]
- Ordinul „Steaua Republicii Populare Romîne” clasa I (31 mai 1962) „pentru merite științifice și didactice, cu prilejul împlinirii a 75 de ani de la naștere”[8]
- titlul de „Om de Știință Emerit al Republicii Populare Romîne” (5 noiembrie 1962) „pentru activitatea îndelungată, contribuție în dezvoltarea științei și merite deosebite în dezvoltarea învățămîntului superior”[9]